# Буршье, Уильям, 9-й барон Фицуорин
Уильям Буршье (англ. William Bourchier; около 1412 — около 1470) — английский аристократ, 9-й барон Фицуорин в 1449—1469 годах, сын Уильяма Буршье, графа д’Э, и Анны Глостерской. Уильям сделал карьеру благодаря близкому родству с английской королевской династии, что позволило ему женившиться на наследнице титула барона Фицуорина. Во время войны Алой и Белой розы был сторонником Ланкастеров.

## Происхождение
Уильям происходил из младшей ветви английского рода Буршье (ранее Буссер), который приобрёл известность в Англии в XIV веке благодаря безупречной службе короне и приобретению имений, которые были сосредоточены в графствах Саффолк и Эссекс. Его отец, Уильяма Буршье, рано лишившись отца, оказался под опекой Томаса Вудстока, герцога Глостера, младшего из сыновей Эдуарда III. Посвящённый в рыцари в 1394 году, он проявил себя как способный военачальник, дипломат и администратор. Около 1403 года Уильям Старший тайно женился на овдовевшей Анне Глостерской, дочери и наследнице своего бывшего опекуна. Заплатив за это большой штраф и получив прощение от короля Генриха IV, он в дальнейшем в основном занимался обороной валлийской границы, служа будущему королю Генриху V. После возобновления Столетней войны с Францией Уильям Старший участвовал в двух военных кампаниях Генриха V; во время первой он хорошо проявил себя в битве при Азенкуре, получив в награду должность констебля Тауэра и отвечая за помещённых там знатных узников, попавших в плен во время битвы. Во время второй кампании король передал ему нормандское графство Э с титулом графа, но вскоре после этого Уильям Старший умер. 
Анна Глостерская, мать Уильяма, происходила из королевской династии Плантагенетов. После убийства отца и смерти братьев и сестёр, она стала одной из богатейших наследниц Англии. Брак с Уильямом стал для неё третьим. Большую часть своей жизни Анна старалась получить наследство матери, права на которое оспаривали короли Генрих IV и Генрих V, но в итоге была вынуждена согласиться на невыгодные условия. Надолго пережив третьего мужа, Анна сосредоточилась на продвижении карьер своих сыновей от этого брака.

## Биография
Уильям родился около 1412 года. Он был третьим из сыновей Уильяма Старшего и Анны Глостерской. Отец умер в 1420 году. До совершеннолетия Уильям находился под опекой матери, которая старалась продвигать карьеры своих детей. Близкое родство с английскими королями и аристократические связи матери помогли братьям сделать карьеру при английском дворе. Старший из братьев Уильяма, Генри Буршье, который унаследовал владения отца и титул графа д’Э, играл заметную роль в английской политике, получив титулы барона (а затем и виконта) Буршье и графа Эссекса. Следующий брат, Томас Буршье, избравший церковную карьеру, стал в итоге архиепископом Кентерберийским и кардиналом и в течение трёх десятилетий доминировал на политической арене королевства. Младший из братьев, Джон Буршье, получил в 1455 году титул барона Бернерса. Их сестра, Элеонора Буршье, вышла замуж за Джона Моубрея, 3-го герцога Норфолка. Также к Буршье был близок их единоутробный брат Хамфри Стаффорд, сын Анны от второго брака, получивший кроме отцовского титула графа Стаффорда ещё и титул графа (а потом и герцога) Бекингема.
Извлёк пользу из связей матери и Уильям. В 1437 году он женился на Томасина Ханкефорд, дочери и наследнице сэра Ричарда Ханкефорда и Элизабет Фицуорин, 8-й баронессы Фицуорин. Благодаря этому браку он 2 января 1449 года был вызван в английский парламент Генрихом VI как барон Фицуорин.
Первая жена Уильяма умерла в 1453 году, но их сын и наследник Фульк Буршье был в это время несовершеннолетним, оммаж за свой титул и владения он принёс только 12 декабря 1469 года. 
После Первой битвы при Сент-Олбансе 24 июля 1455 года Уильям был в числе лордов, которые присягнули на верность Генриху VI в парламенте. Не позже 9 января 1459 года Уильям женился вторично — на Кэтрин Аффетон, дочери и наследнице Джона Афетона из Афтона (Девон), вдове Хью Стокли из Тента (Сомерсет), шерифа Девона.
Уильям умер около 1470 года и был похоронен в августинской церкви в Лондоне.

## Брак и дети
1-я жена: до 3 августа 1437 года Томасина Ханкефорд (23 февраля 1423 — 3 июля 1453), 9-я баронесса Фицуорин, дочь сэра Ричарда Ханкефорда и Элизабет Фицуорин, 8-й баронессы Фицуорин. В этом браке родилось 8 детей, в том числе:
- Фульк Буршье[англ.] (25 октября 1445 — 18 сентября 1479), 10-й барон Фицуорин с 1453 (самостоятельно с 1469)[10].
- Бланка Буршье (умерла 4 января 1483); 1-й муж: Филипп Бомонт; 2-й муж: Бартоломью Сент-Лижье[11].

2-я жена: до 9 января 1459 года Кэтрин Аффетон (умерла 26 марта 1467), дочь Джона Афетона из Афтона (Девон), вдова Хью Стокли из Тента (Сомерсет), шерифа Девона.